# Evergreen (песня)
«Evergreen (Love Theme from A Star Is Born)» — песня, записанная Барброй Стрейзанд для вышедшего на экраны в 1976 году (второго) римейка кинофильма «Звезда родилась».
Автор музыки — сама Стрейзанд.

## Признание
Эта песня (в версии из кинофильма 1961 года «Вестсайдская история») находится на 16-м месте списка 100 лучших песен из американских кинофильмов по версии Американского института киноискусства.

## Чарты

### Еженедельные чарты
| Чарт (1976-77)                     | Высшпя позиция |
| ---------------------------------- | -------------- |
| Австралия (Kent Music Report)      | 5              |
| Бельгия/Фландрия (Ultratop 50)     | 27             |
| Великобритания (OCC UK Singles)    | 3              |
| Ирландия (IRMA)                    | 4              |
| Испания (Los 40)                   | 38             |
| Италия (Musica e dischi)           | 11             |
| Канада (RPM Top Singles)           | 1              |
| Канада (RPM Adult Contemporary)    | 1              |
| Нидерланды (Dutch Top 40)          | 19             |
| Нидерланды (Single Top 100)        | 18             |
| Новая Зеландия (Recorded Music NZ) | 3              |
| США (Billboard Hot 100)            | 1              |
| США (Billboard Adult Contemporary) | 1              |
| США (Cash Box Top 100)             | 1              |
| Франция (IFOP)                     | 58             |
| Япония (Oricon)                    | 59             |

### Годовые чарты
| Чарт (1977)                        | Позиция |
| ---------------------------------- | ------- |
| Австралия (Kent Music Report)      | 34      |
| Великобритания (Gallup Poll)       | 16      |
| Канада (RPM Top 200 Singles)       | 2       |
| Новая Зеландия (Recorded Music NZ) | 14      |
| США (Billboard Hot 100)            | 4       |
| США (Billboard Adult Contemporary) | 2       |
| США (Cash Box Top 100)             | 6       |

### Чарты за всё время
| Чарт (1958-2018)        | Позиция |
| ----------------------- | ------- |
| США (Billboard Hot 100) | 173     |